# بيرسي بارك لويس
بيرسي بارك لويس (بالإنجليزية: Percy Parke Lewis)‏ هو مهندس معماري أمريكي، ولد في 1885 في بنسيلفانيا في الولايات المتحدة، وتوفي في 1962 في مقاطعة لوس أنجلوس في الولايات المتحدة.